# Aschinger

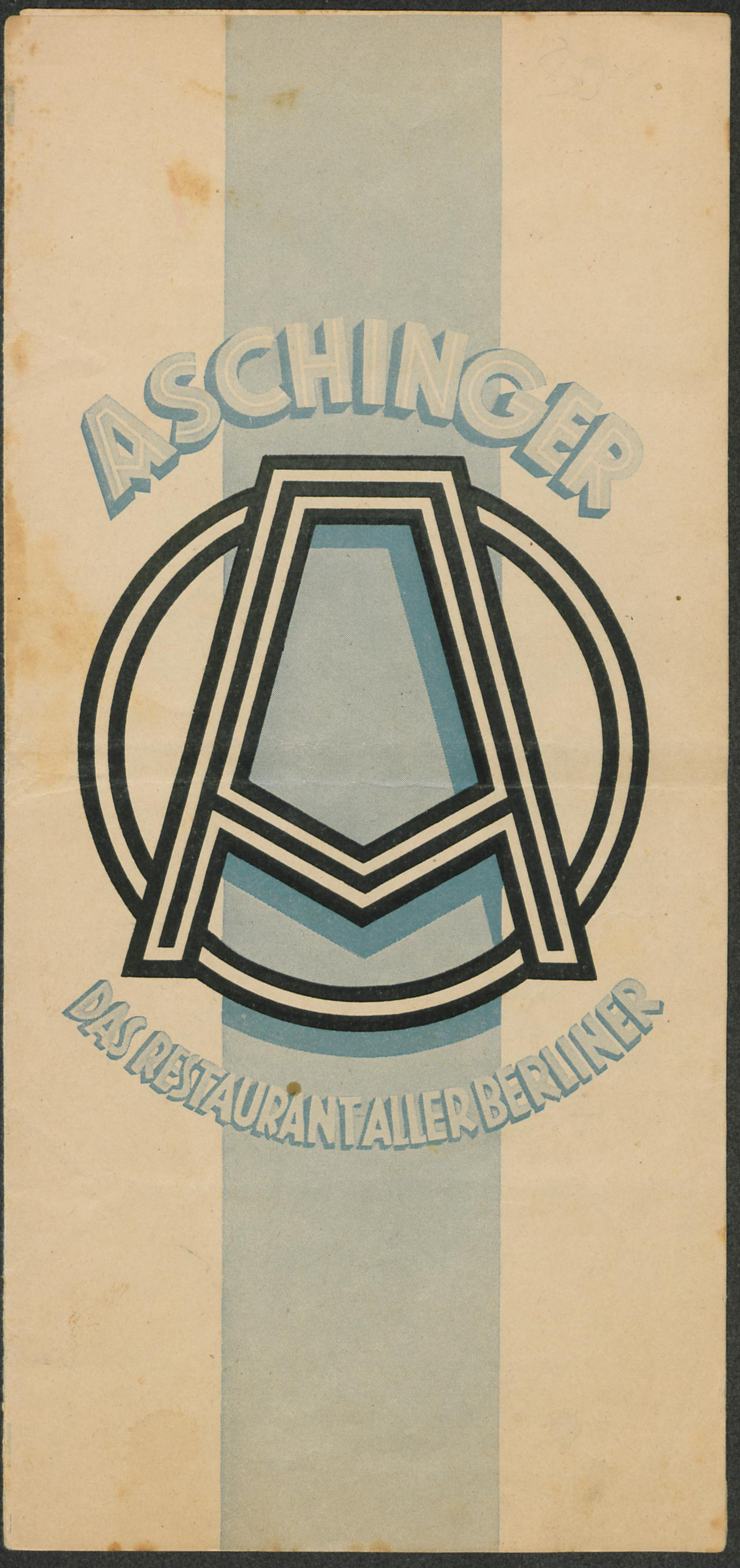
Firmenlogo auf einer Speisekarte von 1936

Aschinger war ein 1892 gegründeter Gastronomiebetrieb in Berlin, der insbesondere durch seine großen Stehbierhallen bekannt wurde. Mit dem Namen ist eine Erfolgsgeschichte verbunden, wie sie in dieser Dimension im deutschen Kaiserreich vor 1900 nicht aufgetreten war. Zeitweise war Aschinger Europas größter Gastronomiebetrieb.

## Geschichte

### Gründung und Entwicklung bis in die 1920er Jahre

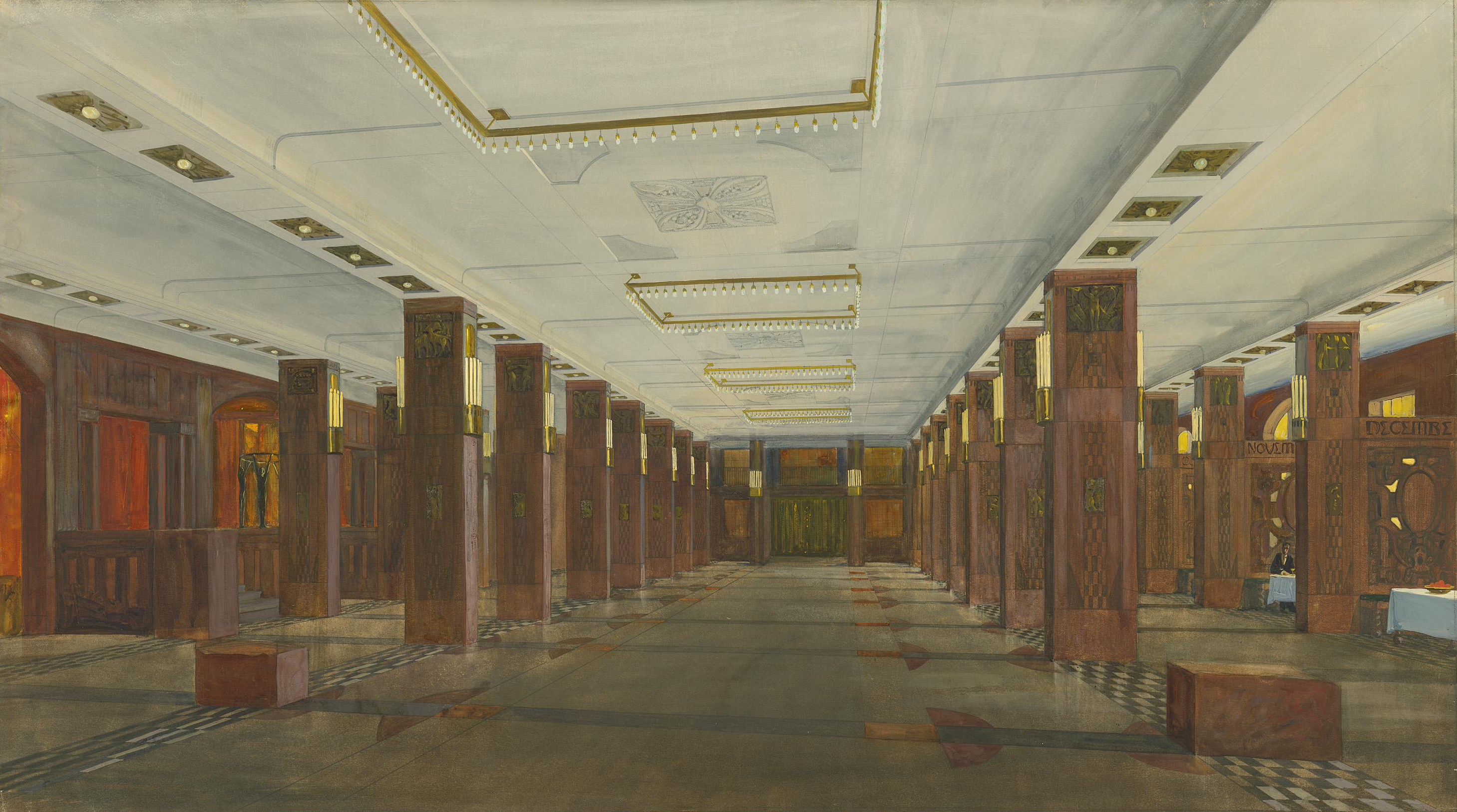
Der Saal des Aschinger-Weinhauses Rheingold, 1906

Die aus Oberderdingen im damaligen Württemberg zugewanderten Brüder August und Carl Aschinger gründeten in Berlin ab 1892 „Bierquellen“. Das waren Stehbierhallen und später auch Restaurants, in denen man schnell, gut und preiswert essen konnte. Die verschiedenen Biersorten wurden anfänglich zum Einheitspreis von zehn Pfennig angeboten. Die erste „Bierquelle“ öffnete am 1. September 1892 in der Neuen Roßstraße 4 am Köllnischen Markt beim U-Bahnhof Märkisches Museum. Weitere folgten an verkehrsreichen Orten wie in der Leipziger Straße (Nrn. 60/61, 79, 85), Potsdamer Straße (Weinhaus Rheingold) in Nr. 3 sowie die Nummern 57/58 und 101/102 sowie der Friedrichstraße (Nummern 79a, 97 und 191), am Rosenthaler Platz (Rosenthaler Straße 72a), dem Alexanderplatz und Hackeschen und Werderschen Markt.
Aschinger avancierte bald zu Europas größtem Gastronomiebetrieb mit 30 „Bierquellen“, 15 Konditoreien, acht weiteren Restaurants, 20 Verkaufsstellen. In der Zentrale Saarbrücker Straße in der Königsstadt wurden wöchentlich bis zu 1,1 Millionen Brötchen gebacken.
Bei Aschinger gab es günstige Mahlzeiten und nach Belieben Schrippen zu den Speisen, wodurch der Name Aschinger relativ schnell – gerade bei ärmeren Bevölkerungsschichten – populär wurde. Besonders bekannt und beliebt waren Aschingers Bierwürste oder die Erbsensuppe. „Beste Qualität bei billigstem Preis“ lautete das Motto des rasch expandierenden Unternehmens, das alle Speisen im eigenen Zentralbetrieb herstellte, somit also eine vollständige Qualitätskontrolle besaß. Weitere Konditoreien und Bäckereiverkaufsstellen kamen zu Beginn des 20. Jahrhunderts hinzu. Die Einrichtung der Lokale sollte keineswegs ärmlich, sondern vornehm wirken, weshalb die Bierquellen aufwendig mit Kronleuchtern, Spiegeln und einladenden Schaufenstern ausgestattet waren. Trotz des aufwendigen Interieurs waren sie nicht gemütlich, weder bezüglich der Einrichtung noch der Sauberkeit. Die Stehbierhallen galten in der ersten Hälfte des 20. Jahrhunderts als „Berlin-typisch“.
Ab 1905 stieg Aschinger – inzwischen in eine Aktiengesellschaft umgewandelt – zusammen mit dem Bau des Weinhauses Rheingold (Potsdamer Straße 3; ab 1937 Nr. 8) in der Nähe des Potsdamer Platzes auch in die Hotellerie ein. Bis 1913 wurden das Luxus-Hotel Fürstenhof und das Palasthotel erworben. In den Jahren 1924–1926 erwarb die Aschinger AG auch die Aktienmehrheit an der Berliner Hotel-Gesellschaft und der Hotelbetriebs AG. Hierdurch gelang unter anderem  das Hotel Kaiserhof in den Besitz von Aschinger.  Mit dem Erwerb der Hotelbetriebs-Aktiengesellschaft sicherte sich der Aschinger-Konzern weitere Hotels der Luxuskategorie wie die Hotels Bristol, Bellevue und das Central-Hotel.  Daneben übernahm sie die gastronomischen Betriebe der Deutschlandhalle.

### Aschinger bis 1945

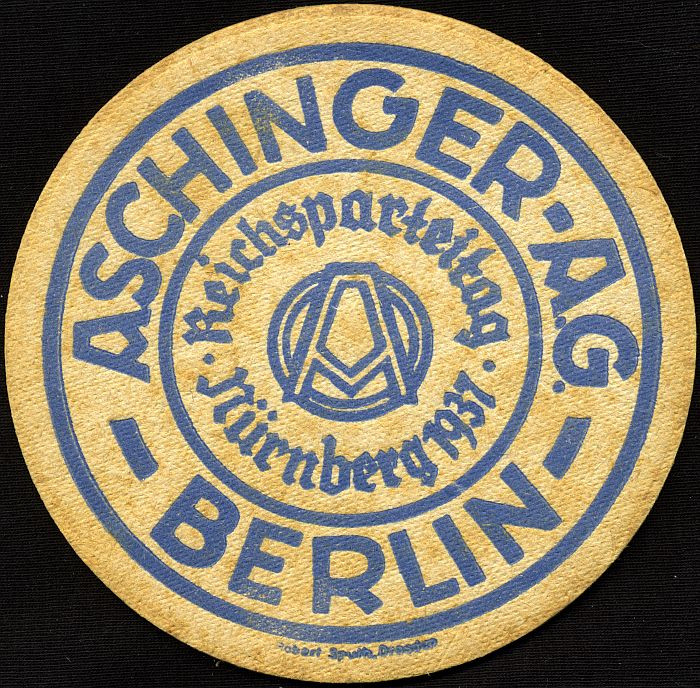
Aschinger-Bierdeckel vom Reichsparteitag 1937

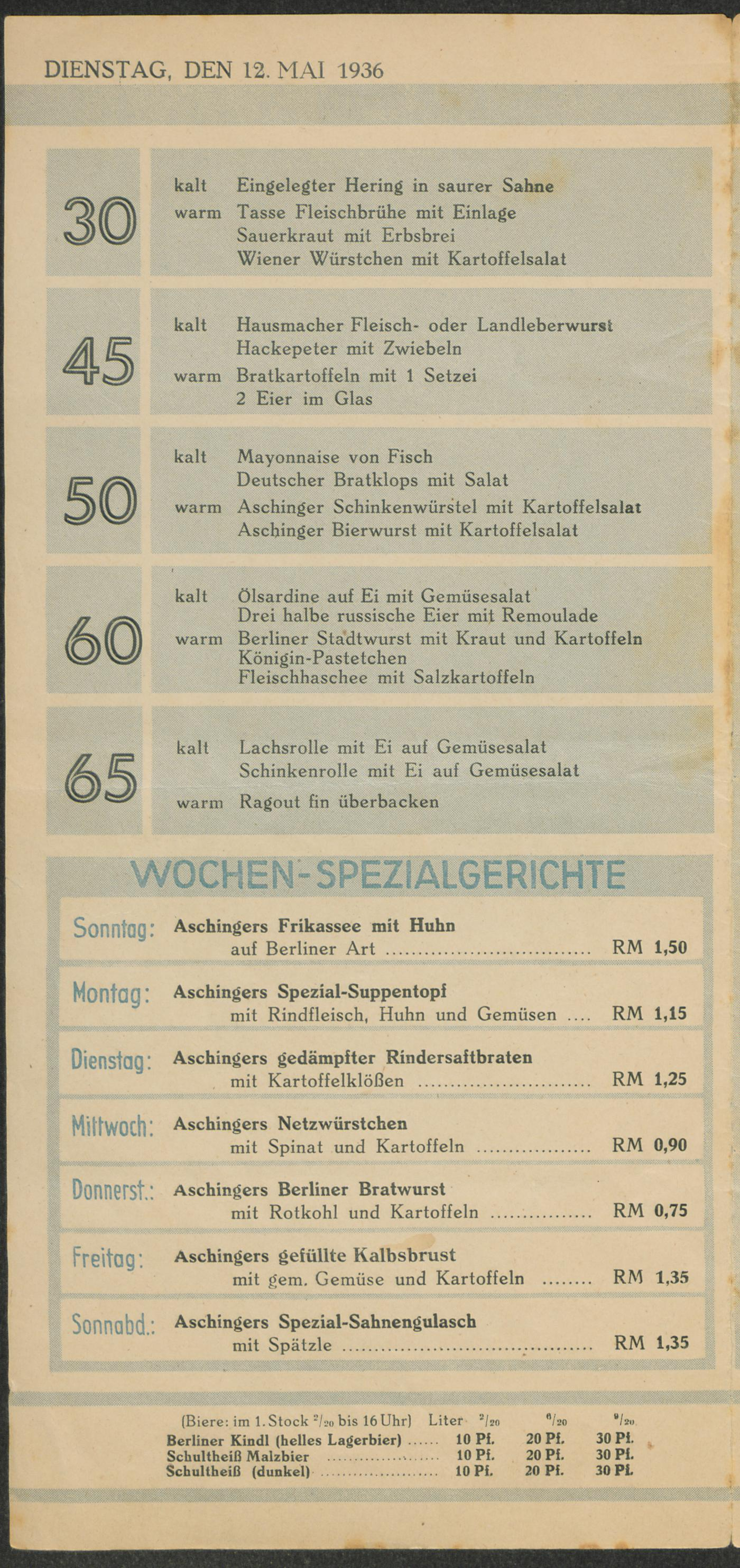
Auszug aus der Preisliste der 30. Bierquelle vom 12. Mai 1936

In den 1930er Jahren wuchs das Netz der Aschinger-„Bierquellen“ auf 30 Lokale an. Diese waren im gesamten Berliner Stadtgebiet verteilt.
Mit dem NS-Regime arbeitete das Unternehmen eng zusammen (so wurde beispielsweise auf Reichsparteitagen Aschinger-Bier ausgeschenkt). Im Zuge der Enteignung („Arisierung“) des Kempinski-Konzerns übernahm Aschinger auch das Haus Vaterland von Kempinski.

### Bierquellen
Die Nummern entsprechen den vom Unternehmen vorgenommenen Nummerierung der Gaststätten. In Einzelfällen, insbesondere nach Ende des Zweiten Weltkriegs, kam es offensichtlich auch zu Umnummerierungen der Einrichtungen.

### Nachkriegszeit
Da im Zweiten Weltkrieg 80 Prozent der Aschinger-Lokale zerstört worden waren, war der Neuanfang schwierig. 1947 übernahm die Deutsche Treuhandstelle zur Verwaltung beschlagnahmter Güter von Kriegsverbrechern und exponierten Faschisten die Verwaltungszentrale, die nun im Sowjetischen Sektor in der Saarbrücker Straße lag. Die im Ostteil gelegenen Filialen wurden nach der Enteignung der neu entstehenden HO zugeordnet.

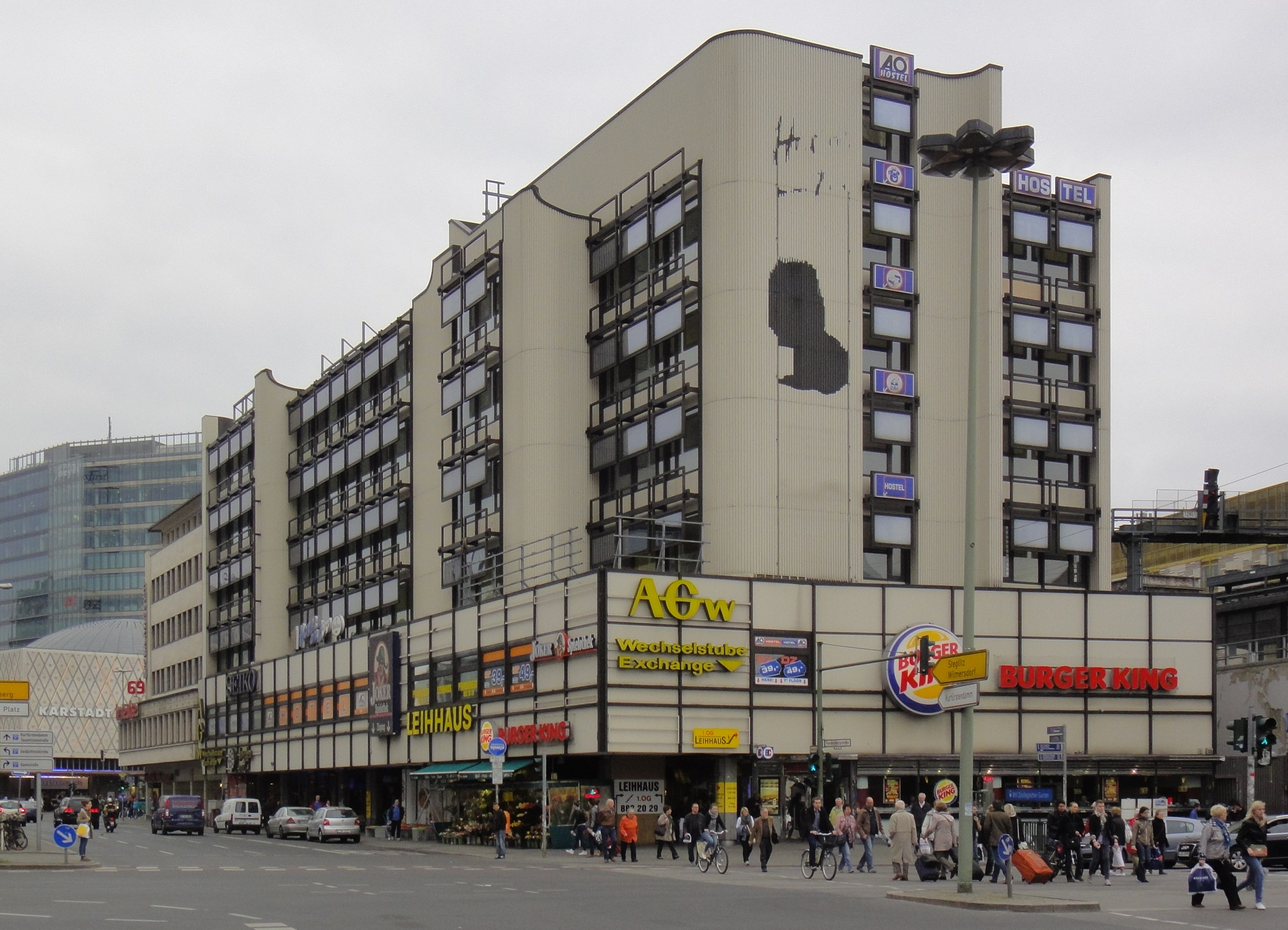
Als „Aschinger-Haus“ bezeichnetes Gebäude in der Joachimsthaler Straße 1–4, in dem sich auch die beliebte Fankneipe des Fußballvereins Hertha BSC „Holst am Zoo“ bis zur Schließung am 27. Dezember 2010 befand. Das Aschinger befand sich zuvor nur in einem einstöckigen Flachbau an der Kreuzung. Der linke Teil des Komplexes wurde als Leineweber-Haus bezeichnet.

In West-Berlin eröffnete die Nachfolgefirma der Aschinger AG 1949 in der Nähe des Wittenbergplatzes ihre erste Konditorei nach dem Zweiten Weltkrieg. Danach wuchs die Firma wieder zu einem mittelständischen Unternehmen, das mit Schließung der letzten Filiale im Aschinger-Haus in der Joachimsthaler Straße 3, nahe dem Bahnhof Zoo, am 1. Oktober 1976 aufhörte zu existieren. Im April 1990 wurde unter Mitwirkung eines Mitglieds der einstigen Aschinger-Familie am Kurfürstendamm „Aschingers Historischer Braukeller“ eröffnet, der 2000 in Konkurs ging und wieder schloss.
Die später unter dem Namen Aschinger firmierenden Gaststätten haben keinen Zusammenhang mit der ursprünglichen Firma.

## Rezeption
- Alfred Döblin setzte der Firma Aschinger ein literarisches Denkmal. In seinem Roman Berlin Alexanderplatz wird ein Besuch des Helden Franz Biberkopf in dieser Berliner Institution ausführlich beschrieben.
- Ein weiteres Buch, in dem Aschinger genannt wird, ist Fabian. Die Geschichte eines Moralisten von Erich Kästner. Der Protagonist trinkt hier eine Tasse Kaffee.
- Robert Walser schildert einen Besuch detailreich und subjektiv im Prosastück Aschinger.
- Auch in dem Buch Blutsbrüder. Ein Berliner Cliquenroman von Ernst Haffner, in dem das Leben von Berliner obdachlosen Jugendlichen in den 1930er Jahren beschrieben wird, gehört Aschinger zu einer häufig genannten Institution, in der man mit wenig Geld seinen Hunger stillen konnte.
- Ebenfalls in den 1930er Jahren spielen die Krimis von Volker Kutscher. Sein Protagonist Kommissar Gereon Rath ist mehrmals im Aschinger am Alexanderplatz und in der Leipziger Straße anzutreffen. In der Serie Babylon Berlin nach den Romanen Kutschers kehren einige der Protagonisten immer wieder im Aschinger ein oder verabreden sich dort. Als Kulisse für das Gasthaus dienten bei den Dreharbeiten die Räumlichkeiten des Rathauses Schöneberg.[6]
- Das Gedicht von Ulrich Roski Schwoches geh’n mal auswärts essen (1973) erzählt von einem Besuch im China-Restaurant, der im Chaos endet. Die letzten Zeilen lauten: „Schwoches haben nach wie vor // keinen Sinn für den Humor; trinken ihre Flaschen leer // und hau’n ab zu Aschinger.“

## Gebäude-Ansichten

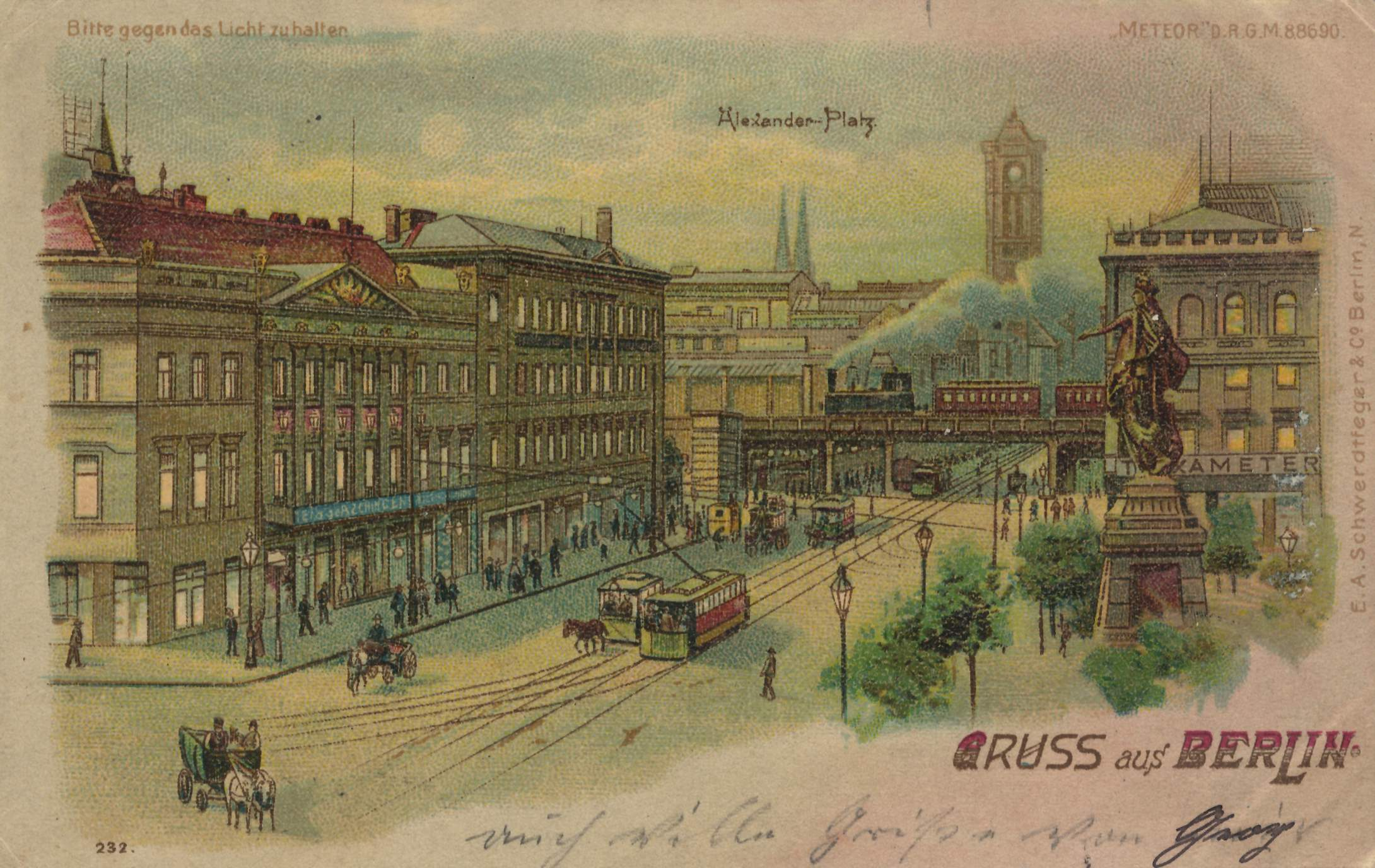
Aschinger am Alexanderplatz (links), 1900
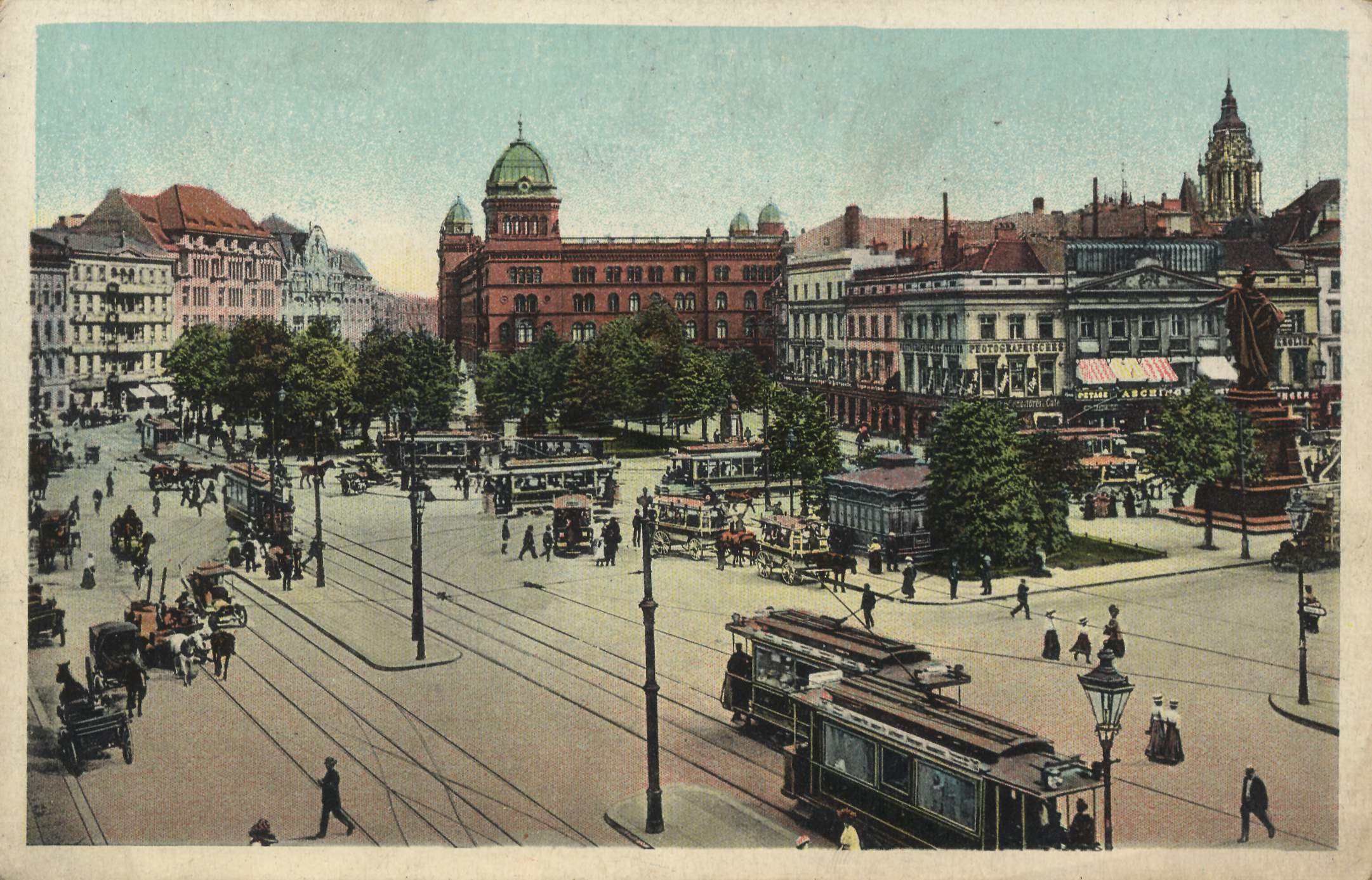
Aschinger am Alexanderplatz (rechts), um 1900
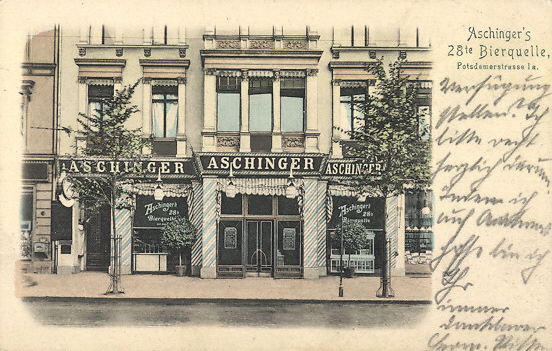
28. Bierquelle in der Potsdamer Straße 1a, etwa 1910
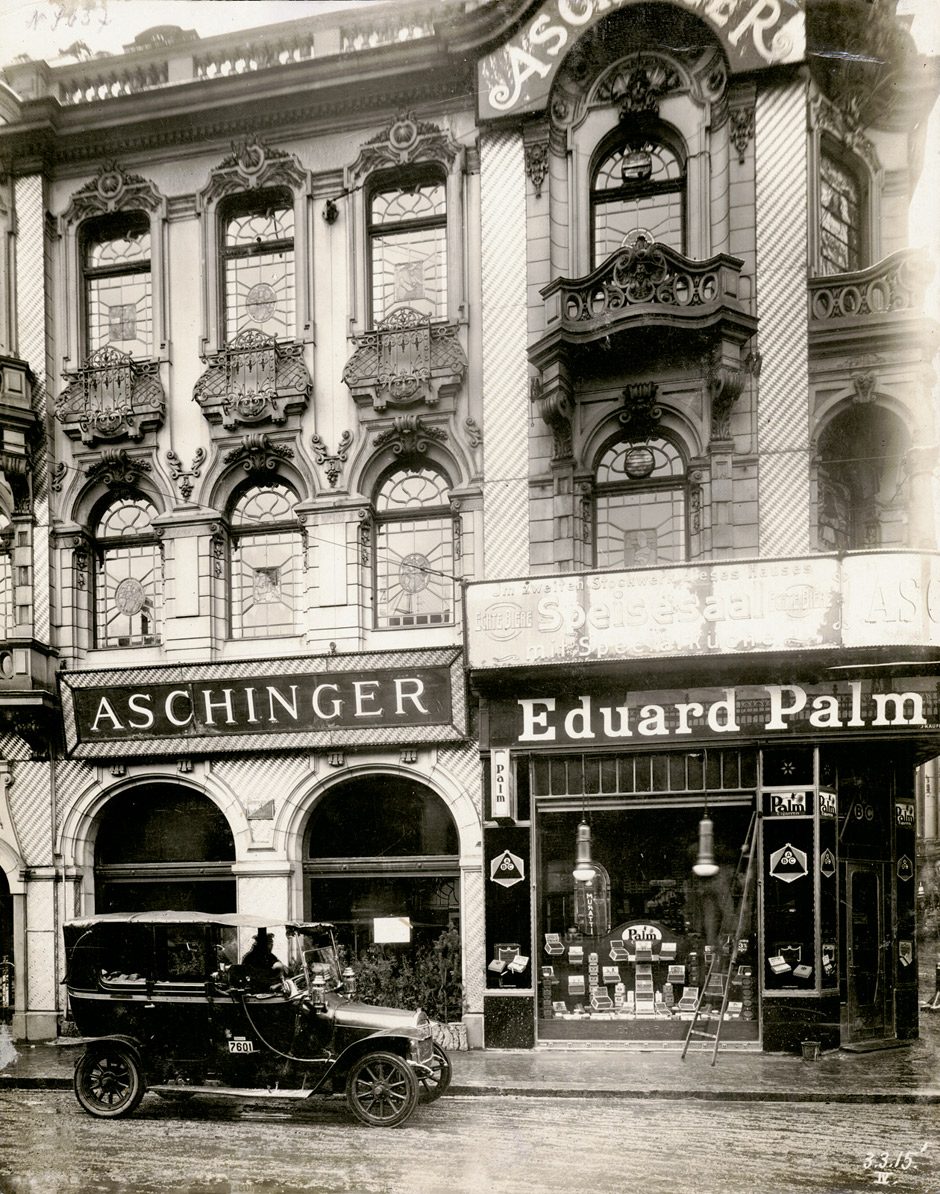
Aschinger in der Friedrichstraße 97, 1915
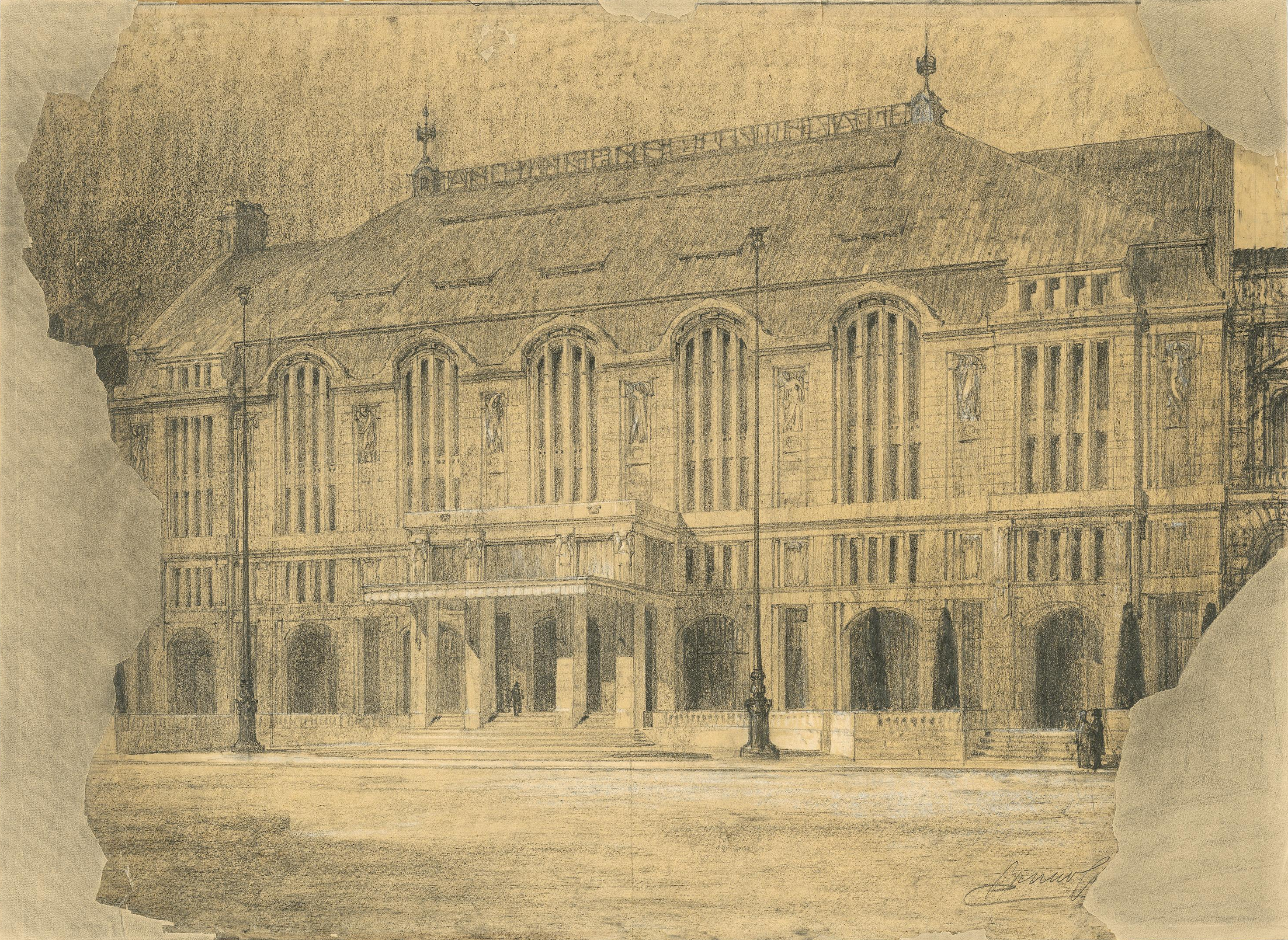
Aschingers Weinhaus Rheingold, 1905